# 장진쑹

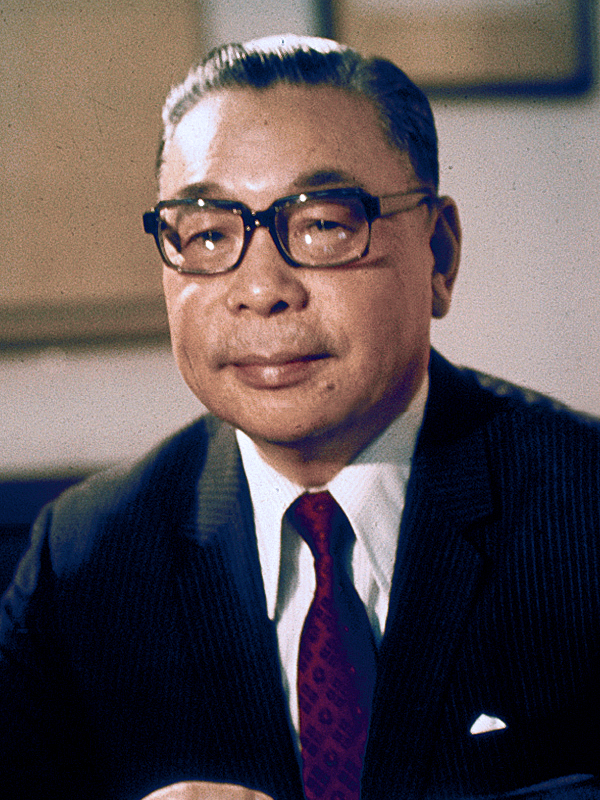
조부 장징궈(蔣經國, 1906.03.18.~1988.01.13.) 前 자유중화민국 대만 총통

장진쑹(章勁松(장경송) 또는 蔣勁松, 1972년 3월 16일 ~ )은 중화민국 대만의 변호사 겸 전직 정치인, 사업가이다.

## 생애

### 주요 이력
1979년 1월부터 1985년 2월까지 소학교 시절 어언 6년간을 일본에 유학하였으며 1985년 2월, 일본 도쿄에서 소학교 졸업 후 중학교 시절 중화인민공화국 광둥 성 영국령 홍콩 특별행정구에 유학하였고 1988년 2월, 중학교 졸업 후 중화민국(대만)에 귀국하여 타이베이에서 고등학교와 대학교를 나온 후 대학원 시절 미국을 다녀온 뒤 중화인민공화국 대륙 본토에서 사업상 경영학을 익히기도 했던 그는 1999년 11월 18일을 기하여 조용히 결혼하였으며 부인과 슬하에 2녀를 두고 있다.

### 가족 관계
그는 대만 중화민국 총통을 지낸 장징궈(蔣經國)의 서손자(庶孫子, 장징궈의 첩 중의 하나가 낳은 아들의 아들)이기도 하다.

### 다른 경력
- 前 중국국민당 당무위원 겸 법조행정위원

### 같이 보기
- 루하오